# Geneston
 Geneston  (en galó Jenezton) es una población y comuna francesa, situada en la región de Países del Loira, departamento de Loira Atlántico, en el distrito de Nantes y cantón de Aigrefeuille-sur-Maine.

## Demografía
| 821 | 952 | 1252 | 1595 | 1958 | 2217 |
| Para los censos de 1962 a 1999 la población legal corresponde a la población sin duplicidades (Fuente: INSEE [Consultar]) |     |      |      |      |      |